# جرونیمو دومینا
جرونیمو دومینا (انگلیسی: Jerónimo Dómina؛ زادهٔ ۱۷ اکتبر ۲۰۰۵) بازیکن فوتبال اهل آرژانتین است که در حال حاضر برای باشگاه ورزشی سانتا فه بازی می‌کند. 